# Rudolf Pleissner
Rudolf Pleissner (* 10. Dezember 1889 in Chemnitz; † 26. April 1977 in Karl-Marx-Stadt) war ein deutscher Maler.

## Leben und Werk
Pleissner war der Sohn eines Chemnitzer Volksschullehrers. Seine Schwester war Marie Pleissner. Er machte eine Maurerlehre und studierte ab von 1908 bis 1913 bei Hugo von Habermann an der Akademie der Bildenden Künste München. 1913 war er auf der Frühjahrsausstellung der Münchner Secession vertreten. Von 1914 bis 1918 war Pleissner als Offizier im Weltkrieg, wobei er schwer verwundet wurde. Ab 1919 arbeitete er in Chemnitz als freischaffender Maler und Grafiker mit Verbindung zur Kunsthütte Chemnitz und bemühte sich darum, als Buchillustrator Fuß zu fassen. Er unternahm Studienreisen nach Italien, vor allem Florenz, Spanien und Frankreich. Pleissner trat der SPD bei und gehörte ab 1924 der Künstlergruppe Chemnitz an. 1929 entwarf er ein Wahlplakat für die Deutsche Demokratische Partei, deren Vorstand seine Schwester angehörte. In der Zeit des Nationalsozialismus war Pleissner Mitglied der Reichskammer der bildenden Künste und bis 1943 an mindestens 13 Ausstellungen beteiligt, u. a. 1934 an der Sächsischen Kunstausstellung in Dresden, 1940 und 1941 an der Großen Deutsche Kunstausstellung in München und 1943 an der Kunstausstellung Gau Sachsen in Dresden. 1940 und 1941 erschienen in der nun klar nazistisch ausgerichteten Kunsthütte Chemnitz Bücher mit Illustrationen Pleissners
Nach 1945 betätigt sich Pleissner neben seiner Arbeit als freier Künstler kulturpolitisch. U.a. wurde er Mitglied, später Ehrenmitglied und erster Vorsitzender des Verbands Bildender Künstler der DDR im Bezirk Chemnitz. Ab 1955 lebte und arbeitete er in Berlin. Er fertigte u. a. als Auftragsarbeiten Porträts von Persönlichkeiten, die in der DDR politisch relevant waren.

## Öffentliche Sammlungen mit Werken Pleissners (unvollständig)
- Beeskow; Kunstarchiv Beeskow[5]
- Chemnitz: Kunstsammlungen am Theaterplatz[6]
- Dresden: Galerie Neue Meister[7]
- Oelsnitz: Bergbaumuseum Oelsnitz

## Weitere Werke (Auswahl)

### Tafelbilder
- München Karlsplatz (Öl, 1920er Jahre)[8]
- Ansicht vom Potsdamer Platz bei Nacht (Öl; 1920er Jahre)[9]
- Böhmisches Sommeridyll (Öl, 1940)[10]
- Bildnis eines Geigers (Öl; 1940 auf der Großen Deutschen Kunstausstellung)
- Bildnis des Schauspielers Weinig als Oberst Kottwitz (Öl; 1941 auf der Großen Deutschen Kunstausstellung)[11]
- Der neue Hut (vor 1948, Öl)[12]
- Barrikadenkampf 1948 in Berlin (Öl, 60 × 70 cm; 1952 auf der Ausstellung „Berliner Künstler“)
- Generalintendant Otto Kessler (Öl, 100 × 80 cm; auf der Dritten Deutschen Kunstausstellung)[13]
- Dr. Martin Fröhlich (Öl; 1953)[14][15]
- Bildnis Otto Grotewohl (Öl; um 1953)[16][15]
- Hochofenarbeiter (1956, Öl auf Hartfaser, 60,3 × 59,7 cm)
- Hermann Schlimme (1967, Öl)[17]

### Druckgrafik
- Frauenporträt (Radierung, 1920er Jahre)[18]

### Buchillustrationen (Auswahl)
- Conrad Ferdinand Meyer: Die Hochzeit des Mönchs. Kunsthütte zu Chemnitz., Chemnitz, 1940 (Auf Veranlassung des Kulturrates Waldemar Ballerstedt neu gedruckt)[19]
- Conrad Ferdinand Meyer Gustav Adolfs Page. Kunsthütte zu Chemnitz., Chemnitz, 1940
- Wilhelm Raabe: Die schwarze Galeere. Kunsthütte zu Chemnitz., Chemnitz, 1941 (mit Nachwort von Waldemar Ballerstedt)

## Ausstellungen (Auswahl)

### Einzelausstellungen
- 1921 Chemnitz, Kunsthütte

- 1965 Chemnitz, Städtische Kunstsammlung (mit Carl Lange)

### Ausstellungsbeteiligungen in der Sowjetischen Besatzungszone bzw. der DDR
- 1948: Chemnitz, Schlossberg-Museum, und Glauchau, Stadt- und Heimatmuseum Glauchau („Mittelsächsische Kunstausstellung“)[20]
- 1949 und 1953: Dresden, 2. und Dritte Deutsche Kunstausstellung
- 1952: Bautzen, Görlitz und Zittau („Berliner Künstler“)
- 1958: Berlin, Bezirkskunstausstellung

#### Postum
- 1984/1985 Karl-Marx-Stadt, Städtisches Museum am Theaterplatz („Retrospektive 1945 – 1984. Bildende Kunst im Bezirk Karl-Marx-Stadt“)
- 1987: Berlin, Ephraim-Palais („Das Bild der Stadt Berlin von 1945 bis zur Gegenwart“)
- 1989: Berlin, Akademie-Galerie im Marstall („Bauleute und ihre Werke. Widerspiegelungen in der bildenden Kunst der DDR“)